# Maple Park
Maple Park es una villa ubicada en el condado de Kane en el estado estadounidense de Illinois. En el Censo de 2010 tenía una población de 1310 habitantes y una densidad poblacional de 214,68 personas por km².

## Geografía
Maple Park se encuentra ubicada en las coordenadas 41°55′14″N 88°37′00″O / 41.92056, -88.61667. Según la Oficina del Censo de los Estados Unidos, Maple Park tiene una superficie total de 6.1 km², de la cual 6.09 km² corresponden a tierra firme y (0.13%) 0.01 km² es agua.

## Demografía
Según el censo de 2010, había 1310 personas residiendo en Maple Park. La densidad de población era de 214,68 hab./km². De los 1310 habitantes, Maple Park estaba compuesto por el 95.57% blancos, el 0.53% eran afroamericanos, el 0.15% eran amerindios, el 0.53% eran asiáticos, el 0% eran isleños del Pacífico, el 1.53% eran de otras razas y el 1.68% pertenecían a dos o más razas. Del total de la población el 7.18% eran hispanos o latinos de cualquier raza.